# Giovanni Gussone
Giovanni Gussone   (Villamaina, 8 de febrer de 1787 - Nàpols, 14 de gener de 1866) va ser un botànic italià.
Estudia medicina a la Universitat de Nàpols on es diploma al 1811. Decideix abandonar aquesta carrera per consagrar-se per complet a la botànica, on es va esdevenir un estret col·laborador de Michele Tenore (1780-1861), en aquell temps director del jardí botànic de Nàpols.
El 1817, obté del duc de Calàbria autorització per fundar a Palerm un jardí experimental i d'aclimatació de Boccadifalco. Quan el duc, el 1825, és rei de Nàpols sota el nom de Francesc I de les Dues Sicílies, Gussone és nomenat botànic de la cort, i s'instal·la a Nàpols, on viu fins al 1860. Realitza molts viatges científics, tant per Itàlia com a l'estranger.
El 1861, després del naixement del Regne d'Itàlia, Victor Manuel II de Savoia, el nomena professor emèrit de la Universitat de Nàpols.

## Honors

### Eponímia
Espècies
(més de 80)
- Leopoldia gussonei Parl.[1]
- Quercus gussonei (Borzì) Brullo[2]
- Petagnaea gussonei (Spreng.) Rauschert[3]

## Algunes publicacions
- Index Seminum, 1826
- Florae siculae prodromus, 1827-1828
- Flora sicula, 1829
- Florae siculae synopsis, 1842-1845
- Plantae rariores, 1826
- Enumeratio plantarum vascularium in insula Inarime, 1855